# Час змін (роман)
«Час змін» (англ. A Time of Changes) — фантастичний роман американського письменника Роберта Сілверберга, опублікований у 1971 році. Тоді ж отримав премію «Неб'юла» як найкращий твір у своєму жанрі. Роман також знаходився у шорт-листі премії Г'юго, але не отримав нагороди.

## Сюжет
Дія відбувається у далекому майбутньому на планеті Борсен, заселеній нащадками мігрантів з Землі, яка на той час практично загинула у результаті екологічних лих. На Борсені склалася унікальна культура, головним моральним принципом якої є заборона на самовираження. Людина повинна зберігати усі свої переживання при собі, публічний вилив своїх емоцій є нечестивістю, що сурово засуджується релігією. Самі слова «я», «моє» фактично прирівняні до лайок.
Однак у кожного мешканця Борсена є названі брат та сестра, які є його єдиними конфідентами, перед якими він може відкрити свою душу. Проте сексуальні та любовні відносини між ними суворо заборонені. Релігія планети Борсен передбачає наявність особливого ритуалу «сповіді», коли покликані для цього спеціальні служителі церкви вислуховують від імені богів усе те, що накопичилося у людини на душі.
У центрі оповіді доля принца однієї з невеликих держав цієї планети — Кіннала Дарнваля. Після того, як його брат стає правителем, він змушений, переймаючись постійною негласною підозрою брата у прагненні втрутитися у внутрішню політику держави, покинути батьківщину. Після важких поневірянь він знаходить надійний притулок у прибережному багатому регіоні Маннетран, де заводить сім'ю та стає впливовим державним діячем. Схильний до рефлексії та навіть самоприниження, Кіннал, що відчуває заборонену пристрасть до своєї названої сестри Халум Хелалам, одного разу зустрічає землянина Швейца. Ця зустріч перевертає його життя.
Релігія, що забороняє «самооголення» душі поширена лише на одному континенті планети — Велада. На сусідньому континенті Шумар, про мешканців якого відомо, що вони подібні до дикунів та не здатні на створення цивілізації, існує культура вживання особливого наркотику, який дозволяє людині повністю розкривати свої думки перед іншою людиною. Наркотик приймається спільно двома людьми, або цілою групою осіб. На континенті Велада цей наркотик суворо заборонений.
Землянин Швейц побував на Шумарі, привіз звідти цей наркотик, та переконав Кіннала Дарнваля спробувати його. Кіннал переконаний, що такий новий досвід розкриття свідомості іншій людині, несе благо суспільству Велада, та починає активно поширювати його серед мешканів Меннарану. Це призводить до різкої зміни його долі. На Кіннала чекають важкі випробування.

## Критика та відгуки
Роман вважається помітним твором літературного руху американської «Нової хвилі».Проте Станіслав Лем у монографії «Фантастика та футурологія» писав, що "насправді роман не говорить ані про культуру, ані про наркотики, оскільки не має нічого спільного з соціологією або філософією людини: це просто казка, у якій зображені "два конфронтуючих чаклунства: культура Бортама, «зачарована антиперсоналістично», існує у зломі сні закляття, а наркотик є «засобом розчаклування», тобто магією, що знімає закляття. <…> У цьому не було б нічого поганого, якби не наполегливість, з якою її видають за проблемний твір. Нагорода свідчить про убозтво критеріїв літературної оцінки, якими користується Американська асоціація письменників-фантастів.
Журнал «Мир фантастики» помістив цей роман у 10-ку головних романів «Нової хвилі». О. Сорочан зазначив, що автор «створив серйозний та дуже стильний твір, що користується заслуженою популярністю».